# 에어셔주

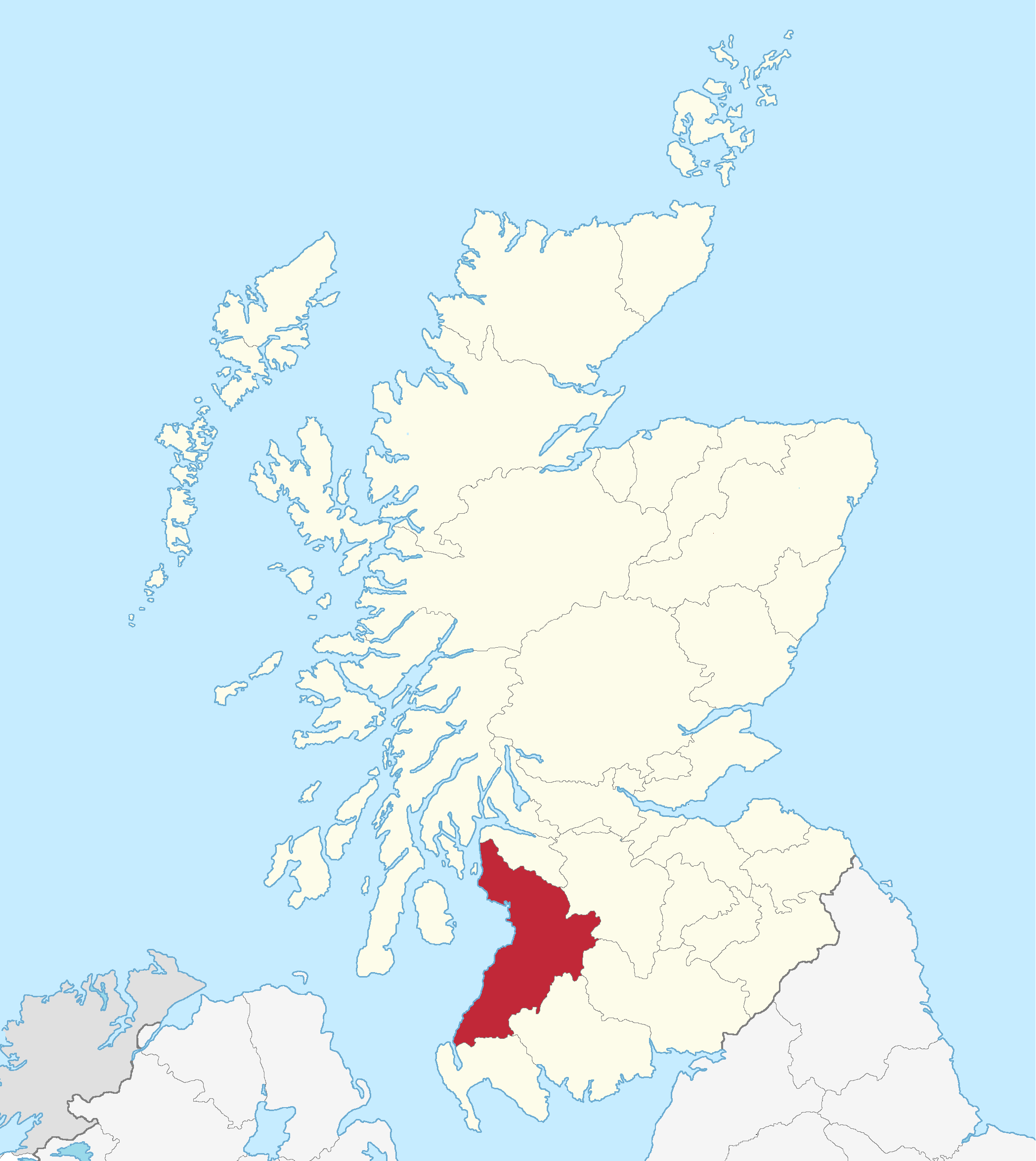
에어셔 주

에어셔주(Ayrshire)는 스코틀랜드의 옛 주이다.

## 지역
- 북에어셔의 일부
- 사우스에어셔
- 이스트에어셔